# 56. ceremonia wręczenia nagród Grammy
56. ceremonia wręczenia nagród Grammy, prestiżowych amerykańskich nagród muzycznych wręczanych przez Narodową Akademię Sztuki i Techniki Rejestracji (NARAS), odbyła się 26 stycznia 2014 roku w hali widowiskowej Staples Center w Los Angeles, w stanie Kalifornia. Jej transmisja na żywo miała miejsce na antenie stacji telewizyjnej CBS. Gospodarzem ceremonii był raper LL Cool J. W trakcie gali rozdano honoraria dla muzyków za ich osiągnięcia w roku 2013. Była to pierwsza ceremonia Grammy po modyfikacji i zwiększeniu liczby kategorii do 82. Wręczeniu tej nagrody przypadł okres muzyczny między 1 października 2012 a 30 września 2013 roku.
Gala została przeniesiona na miesiąc styczeń, aby uniknąć rywalizacji z Zimowymi Igrzyskami Olimpijskimi 2014 w Soczi, tak jak miało to miejsce w 2010 roku kiedy w lutym były Zimowe Igrzyska Olimpijskie 2010 w Vancouver.
Nominacje ogłoszono w dniu 6 grudnia 2013 r. W telewizji w czasie największej oglądalności w ramach „The GRAMMY Nominations Concert Live! - Countdown to Music's Biggest Night”, jednogodzinnej specjalnej imprezie współorganizowanej przez LL Cool J i transmitowanej na żywo na CBS z Bridgestone Arena w Nashville, Tennessee. Najwięcej nominacji (dziewięć) otrzymał Jay-Z.
Najwięcej nagród (pięć) otrzymał zespół Daft Punk. Cztery nagrody otrzymali wspólnie Macklemore i Ryan Lewis.

## Nagrody

### Obszar generalny
Lista składa się ze wszystkich nominowanych, a zwycięzcy zostaną pogrubieni.

#### Nagranie roku
- "Get Lucky" – Daft Punk feat. Pharrell Williams & Nile Rogers
- "Radioactive" – Imagine Dragons
- "Royals" – Lorde
- "Locked Out of Heaven" – Bruno Mars
- "Blurred Lines" – Robin Thicke feat. T.I. & Pharrell Williams

#### Album roku
- Random Access Memories – Daft Punk
- The Blessed Unrest – Sara Bareilles
- good kid, m.A.A.d city – Kendrick Lamar
- Red – Taylor Swift
- The Heist – Macklemore & Ryan Lewis

#### Piosenka roku
- "Royals" – Lorde (Autorzy: Ella Yelich O'Connor, Joel Little)
- "Just Give Me a Reason" – Pink (Autorzy: Pink, Jeff Bhasker i Nate Ruess)
- "Roar" – Katy Perry (Autorzy: Katy Perry, Lukasz Gottwald, Max Martin, Bonnie McKee i Henry Walter)
- "Same Love" – Macklemore & Ryan Lewis featuring Mary Lambert (Autorzy: Ben Haggerty, Ryan Lewis i Mary Lambert)
- "Locked Out of Heaven" – Bruno Mars (Autorzy: Bruno Mars, Philip Lawrence, Ari Levine)

#### Najlepszy nowy artysta
- Macklemore & Ryan Lewis
- James Blake
- Kendrick Lamar
- Kacey Musgraves
- Ed Sheeran

### Pop

#### Najlepszy występ pop solowy
- "Royals" – Lorde
- "Brave" – Sara Bareilles
- "When I Was Your Man" – Bruno Mars
- "Roar" – Katy Perry
- "Mirrors" – Justin Timberlake

#### Najlepszy występ pop w duecie lub w zespole
- "Get Lucky" – Daft Punk i Pharrell Williams
- "Just Give Me a Reason" – Pink featuring Nate Ruess
- "Stay" – Rihanna & Mikky Ekko
- "Blurred Lines" – Robin Thicke featuring T.I. i Pharrell Williams
- "Suit & Tie" – Justin Timberlake & Jay-Z

#### Najlepszy album popowy
- Unorthodox Jukebox – Bruno Mars
- Paradise – Lana Del Rey
- Pure Heroine – Lorde
- Blurred Lines – Robin Thicke
- The 20/20 Experience – The Complete Experience – Justin Timberlake

### Dance/Electronica

#### Najlepsze nagranie dance/electronica
- "Clarity" – Zedd & Foxes
- "Need U (100%)" – Duke Dumont featuring A*M*E & MNEK
- "Sweet Nothing" – Calvin Harris & Florence Welch
- "Atmosphere" – Kaskade
- "This Is What It Feels Like" – Armin Van Buuren & Trevor Guthrie

#### Najlepszy album dance/electronica
- Random Access Memories – Daft Punk
- Settle – Disclosure
- 18 Months – Calvin Harris
- Atmosphere – Kaskade
- A Color Map of the Sun – Pretty Lights

### Traditional Pop

#### Najlepszy album Traditional Pop
- To Be Loved – Michael Bublé
- Viva Duets – Tony Bennett i różni wykonawcy
- The Standards – Gloria Estefan
- Cee Lo's Magic Moment – Cee Lo Green
- Now – Dionne Warwick

### Rock

#### Najlepsza piosenka rockowa
- "Cut Me Some Slack" – Dave Grohl, Paul McCartney, Krist Novoselic & Pat Smear

#### Najlepszy album rockowy
- Celebration Day – Led Zeppelin

#### Najlepszy występ rockowy
- "Radioactive" – Imagine Dragons

#### Najlepszy występ metalowy
- "God Is Dead?" – Black Sabbath

### Muzyka alternatywna

#### Najlepszy album alternatywny
- Modern Vampires of the City – Vampire Weekend
- The Worse Things Get, The Harder I Fight, The Harder I Fight, The More I Love You – Neko Case
- Trouble Will Find Me – The National
- Hesitation Marks – Nine Inch Nails
- Lonerism – Tame Impala

### R&B

#### Najlepsza piosenka R&B
- "Pusher Love Girl" – Justin Timberlake

#### Najlepszy album R&B
- Girl on Fire – Alicia Keys

#### Najlepszy występ R&B
- "Something" – Snarky Puppy & Lalah Hathaway
- "Love and War" – Tamar Braxton
- "Best of Me" – Anthony Hamilton
- "Nakamarra" – Hiatus Kaiyote & Q-Tip
- "How Many Drinks?" – Miguel & Kendrick Lamar

#### Najlepszy występ tradycyjnego R&B
- "Please Come Home"– Gary Clark, Jr.
- "Get It Right" – Fantasia
- "Quiet Fire" – Maysa
- "Hey Laura" – Gregory Porter
- "Yesterday'" – Ryan Shaw

#### Najlepszy album Urban Contemporary R&B
- Unapologetic – Rihanna
- Love and War – Tamar Braxton
- Side Effects of You – Fantasia
- One: In the Chamber – Salaam Remi
- New York: A Love Story – Mack Wilds

### Rap

#### Najlepszy album Rapowy
- The Heist – Macklemore & Ryan Lewis
- Nothing Was the Same – Drake
- good kid, m.A.A.d city – Kendrick Lamar
- Magna Carta... Holy Grail – Jay-Z
- Yeezus – Kanye West

#### Najlepsza współpraca Rapowa/Śpiewana
- "Holy Grail" – Jay-Z & Justin Timberlake
- "Now or Never" – Kendrick Lamar & Mary J. Blige
- "Power Trip" – J. Cole & Miguel
- "Remember You" – Wiz Khalifa & The Weeknd
- "Part II (On the Run)" – Jay-Z & Beyoncé

#### Najlepszy występ hip-hopowy
- "Thrift Shop" – Macklemore & Ryan Lewis featuring Wanz
- "Swimming Pools (Drank)" – Kendrick Lamar
- "Berzerk" – Eminem
- "Started from the Bottom" – Drake
- "Tom Ford" – Jay-Z

### Country

#### Najlepszy album country
- "Same Trailer Different Park" – Kacey Musgraves

#### Najlepsza piosenka country
- "Merry Go 'Round" – Kacey Musgraves

### New Age

#### Najlepszy album New Age
- Love's River – Laura Sullivan

### Jazz

#### Najlepszy jazzowy album wokalny
- Liquid Spirit – Gregory Porter

#### Najlepszy jazzowy album instrumentalny
- Money Jungle: Provocative in Blue – Terri Lyne Carrington

#### Najlepszy jazzowy album Ensemble
- Night in Calisia – Randy Brecker, Włodek Pawlik Trio & Orkiestra Filharmonii Kaliskiej

### Gospel/Contemporary Christian

#### Najlepszy album gospel
- Greater Than (Live) – Tye Tribbett

#### Najlepsza piosenka gospel
- "If He Did It Before... Same God" (Live) – Tye Tribbett

#### Najlepszy występ Contemporary gospel
- "Break Every Chain" (Live) – Tasha Cobbs
- "Hurricane" – Natalie Grant
- "Lord, I Need You" – Matt Maher
- "If He Did It Before... Same God" (Live) – Tye Tribbett
- "Overcomer" - Mandisa

#### Najlepszy album Contemporary gospel
- Eye on It – TobyMac

### Muzyka latynoamerykańska

#### Najlepszy album pop latino
- Vida – Draco Rosa

#### Najlepszy album rock/urban/alternatywa latino
- Treinta Días – La Santa Cecilia

### Reggae

#### Najlepszy album muzyki reggae
- Ziggy Marley In Concert – Ziggy Marley

### World Music

#### Najlepszy album World Music
- Savor Flamenco – Gipsy Kings

### Dzieci

#### Najlepszy album dziecięcy
- Throw a Penny in the Wishing Well – Jennifer Gasoi